# Línea E1 (EMT Madrid)
La línea E1 (a efectos de numeración interna, 401) de la EMT de Madrid une la Plaza de Cibeles con la estación de La Peseta.

## Características

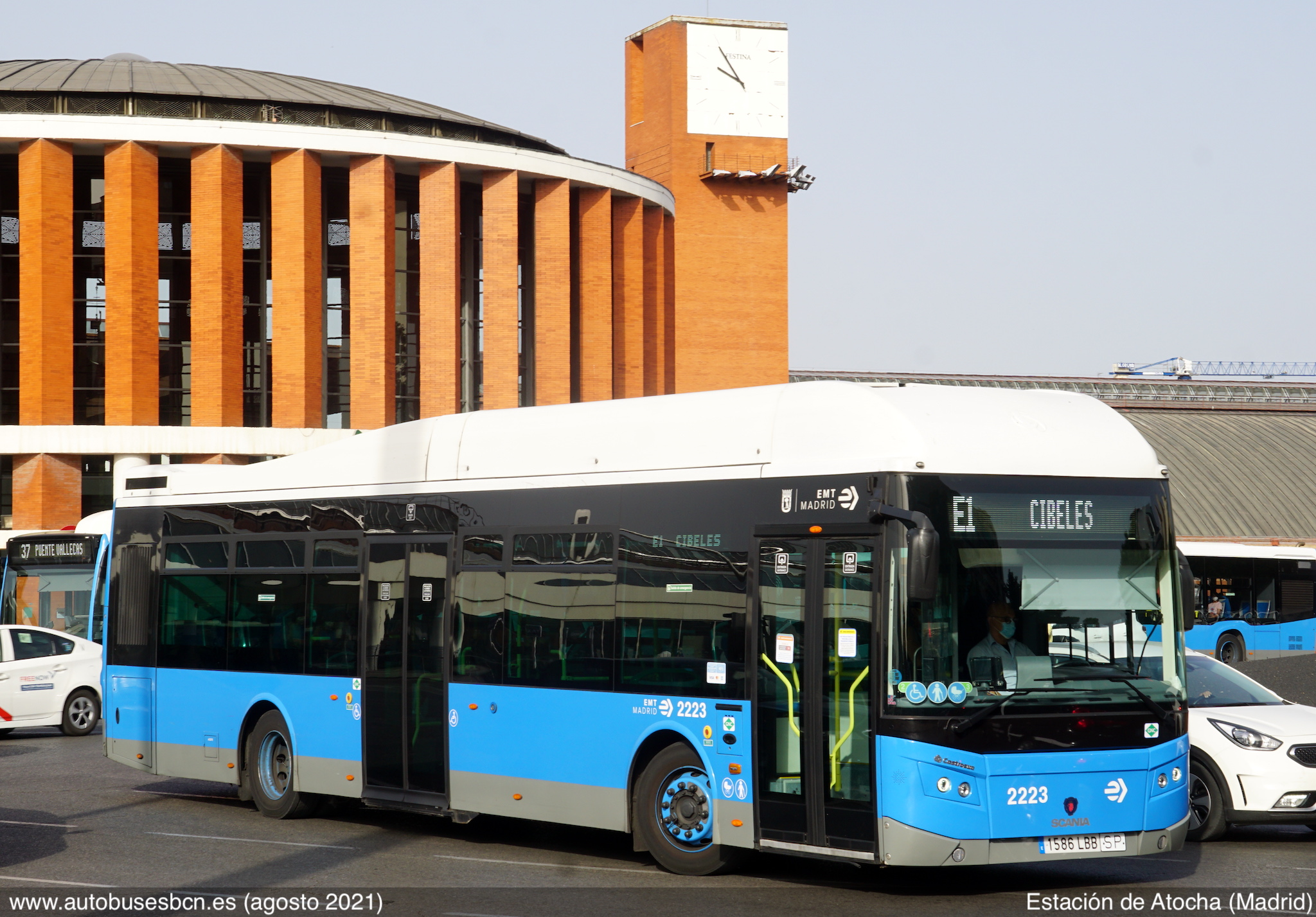
E1 en la estación de Atocha, agosto de 2021.

La línea E1 es la primera línea exprés puesta en servicio por la EMT. Fue puesta en servicio en febrero de 2008 con el recorrido Atocha-Plaza Elíptica tras el traslado de las cabeceras de líneas interurbanas de Atocha y Embajadores a la nueva terminal subterránea de Plaza Elíptica.
El 7 de mayo de 2019 la línea se amplió por sus dos extremos, hasta Cibeles por el norte y hasta La Peseta por el sur.

### Frecuencias
| Lunes a viernes laborables |               |
| De 6:00 a 7:00             | 8-14 minutos  |
| De 7:00 a 20:00            | 7-13 minutos  |
| De 20:00 a 23:00           | 10-20 minutos |
| Sábados laborables         |               |
| De 6:00 a 9:00             | 13-22 minutos |
| De 9:00 a 23:00            | 9-14 minutos  |
| Domingos y festivos        |               |
| De 7:00 a 10:00            | 12-22 minutos |
| De 10:00 a 23:00           | 8-13 minutos  |

## Recorrido y paradas

### Sentido La Peseta
La línea inicia su recorrido en el Paseo del Prado, en el lateral antes de llegar a Cibeles. Partiendo de ahí toma las calles de Alcalá, Alfonso XII y Antonio Maura, sin hacer parada en ellas, para rodear la Plaza de la Lealtad y llegar a la Plaza de Cánovas del Castillo, desde donde toma el Paseo del Prado hasta la Plaza del Emperador Carlos V, junto a la Estación del Arte de metro, donde tiene su segunda parada. Desde aquí se dirige por el Paseo de Santa María de la Cabeza, donde tiene una parada antes del túnel, que recorre en su totalidad hasta el Puente de Praga, que cruza para seguir por el Paseo de Santa María de la Cabeza, donde tiene otra parada, antes de llegar a Plaza Elíptica. Desde ahí, circula por la Vía Lusitana, con dos paradas cerca de las estaciones de Abrantes y Pan Bendito de la línea 11 de metro.
Continúa por la Vía Lusitana hasta la calle Thaler, por la que circula para incorporarse a la calle Calderilla, en la que tiene una parada frente al centro comercial Islazul. Continúa por la calle Real hasta la Avenida de la Peseta, en la que tiene dos paradas antes de llegar a la cabecera, situada cerca de la estación de metro de La Peseta.
| Código | Parada                               | Común con                 | Conexiones con Metro y Cercanías | Otros |
| ------ | ------------------------------------ | ------------------------- | -------------------------------- | ----- |
| 5727   | CIBELES (Pº Prado, 1)                |                           | Banco de España                  |       |
| 81     | Prado-Atocha                         | 10 14 27 34 37 45 001 C03 | Estación del Arte                |       |
| 1167   | Reina Sofía                          | 6 59 85                   | Atocha                           |       |
| 2538   | Puente de Los Capuchinos             | 55 60                     |                                  |       |
| 3929   | Intercambiador Plaza Elíptica        | 47 116 247 SE832          | Plaza Elíptica                   |       |
| 3990   | Vía Lusitana-Faro                    | 116                       | Abrantes                         |       |
| 3994   | Consejería Empleo y Mujer            | 116 480                   | Pan Bendito                      |       |
| 5938   | Vía Lusitana-Halconero del Rey       |                           |                                  |       |
| 4187   | Calderilla-Centro Comercial          | 118                       |                                  |       |
| 2964   | La Peseta-Maravedí                   | 35 118 155                |                                  |       |
| 649    | La Peseta - Avenida Carabanchel Alto | 35 118 155                |                                  |       |
| 2646   | La Peseta                            | 118                       | La Peseta                        |       |

### Sentido Cibeles
El recorrido es igual al de ida pero en sentido contrario, con la excepción de que, en lugar de tomar el túnel del Paseo de Santa María de la Cabeza, sigue por éste en superficie con una parada más en el paseo y otra en la Glorieta de Santa María de la Cabeza, donde toma la calle del Ferrocarril para llegar al Paseo de las Delicias, donde efectúa dos paradas antes de salir a la Plaza del Emperador Carlos V y reanudar su ruta hasta Cibeles.
| Código | Parada                                | Común con                 | Conexiones con Metro y Cercanías | Otros |
| ------ | ------------------------------------- | ------------------------- | -------------------------------- | ----- |
| 2646   | LA PESETA                             |                           | La Peseta                        |       |
| 562    | Carabanchel Alto                      | 35 118 155                |                                  |       |
| 4090   | La Peseta-Maravedí                    | 35 118                    |                                  |       |
| 4188   | Calderilla-Centro Comercial           | 118                       |                                  |       |
| 5939   | Vía Lusitana-Halconero del Rey        |                           |                                  |       |
| 3995   | Consejería Empleo y Mujer             | 116 480                   | Pan Bendito                      |       |
| 3991   | Vía Lusitana-Faro                     | 116                       | Abrantes                         |       |
| 3903   | Intercambiador Plaza Elíptica         | 47 116 247 SE832          | Plaza Elíptica                   |       |
| 2539   | Puente de Los Capuchinos              | 55 60                     |                                  |       |
| 2535   | Santa María de la Cabeza-Puente Praga | 55 60                     |                                  |       |
| 1929   | Santa María de la Cabeza              | 6 55                      |                                  |       |
| 4032   | Metro Palos de la Frontera            |                           | Palos de la Frontera             |       |
| 5360   | Delicias-Atocha                       | 59 85 86 102              | Atocha                           |       |
| 82     | Prado-Atocha                          | 10 14 27 34 37 45 001 C03 | Estación del Arte                |       |
| 5727   | CIBELES (Pº Prado, 1)                 |                           | Banco de España                  |       |